# 법의 해석
법의 해석은 일반적·추상적으로 규정되어 있는 법규범을 구체적인 사건에 적용하여 집행하기 위해 그 의미와 내용을 명확히 밝히는 것을 말한다. 법해석학은 실정법의 해석을 목표로 하는 학문을 지칭한다.

## 개요
법을 적용함에 있어 법규범의 의미 내용을 해명하는 이론적·기술적 조작(操作)으로 일반적으로 무형의 사상이나 이념을 유형화시킨 것을 통하여 그 사상 또는 이념을 알려고 하는 경우에 해석이라는 것을 행한다 (예술·문학 및 성서의 해석). 법규범도 무형의 사상 또는 이념을 유형화시킨 것으로서, 더구나 문예작품과는 달라서 사회생활에 직접적으로 강제 적용되는 것이기 때문에 그 해석은 훨씬 큰 실제적인 중요성을 지닌다.
법은 그 속에 일정한 대응의 사회생활 사실과 이념을 포함하고 있으며 그것을 조문(條文)이라는 말로서 표현한 것이다. 따라서 법의 해석은 조문의 언어적 의미의 문리적(文理的)·논리적 해석으로부터 시작되나, 법의 이념에 비춘 목적적 해석 및 사회생활 사실에 적응한 구체적으로 타당한 해석을 필요로 한다. 특히 법에 관해서 그 해석이 크게 논의되고 법해석학이 법학의 주요 부분을 차지하게 된 것은 법의 해석이 해석자의 주관이나 자의(恣意)에 좌우되지 않고 법규범의 의미내용을 되도록 객관적으로 해명할 필요가 있기 때문이다. 그러기 위해서는 각 법규를 법질서 전체 속에 체계적으로 인식하는 법학에 의해야만 된다.
어떠한 법에서도 입법자 의사(입법목적)가 있는데, 일단 제정되면 법은 입법자의 의사를 떠나서 고유한 의미와 기능을 갖게 된다. 최근에 와서 법해석의 객관성에 대한 비판과 의문이 대두되고 있다. 주어진 실정법규(實定法規)만으로도 객관적 해석을 이끌어낼 수 있다고 한 개념법학의 망상이 타파된 이래, 법의 해석은 사회적 필요나 법의 일반적·구체적 목적 등도 고려하여 다원적으로 행하게 되고 법의 목적이념과 사회적 필요를 해석자가 어떻게 받아들이느냐에 따라서 해석이 달라질 가능성도 나오게 되었다. 그래서 법해석이란 미리 결정된 이익교량(利益橋梁)을 법규를 원용(援用)하여 합리화하는 작업이라는 극단적인 해석론도 대두되고 있다.

## 목적
법은 인간의 언어로 쓰여 있고 언어는 해석에 따라 뜻이 변하고 글 자체로만으론 저자의 의도나 생각이 완벽히 전달되기는 어렵다. 법 역시 제정한 사람의 의도가 완벽히 파악되기 어렵고 시간이 지나면서 언어자체가 변하거나 도덕률이 변하면서 해석이 중요해진다. 해석에는 문자그대로 좁은 의미의 해석이나 넓은 의미의 해석이 가능하다. 제정한 이의 의도에 벗어나서 해석을 하는 것이 옳은지에 대한 논란이 분분하다.

## 종류
법의 해석은 국가기관의 권한에 의하여 행하는 유권 해석(有權解析)과 법학자에 의한 학리 해석(學理解釋)으로 대별된다. 유권 해석에는 국가기관의 종류에 따라 입법·사법·행정의 세 가지 해석형태가 있다. 학리 해석은 조문의 자구(字句)의 뜻을 해석하는 문리 해석(文理解釋)과 조문의 논리구조의 분석에 의한 논리 해석(論理解釋)으로 나눌 수 있는데, 논리 해석에는 반대·물론·확대·축소(제한)·유추·보정 해석 등의 방법이 있다. 법해석은 법이 규정하는 사회관계의 연구와 사적·비교법적 연구를 통해 그 이론을 풍부히 해야 한다. 또한 법체제 전반의 시각에서의 계통적·유기적인 탐구, 즉 체계적인 연구 또한 중요하다.

### 유권 해석
유권 해석(有權解釋)은 국가기관이 주어진 권한에 기하여 하는 해석. 공권(公權) 해석이라고도 한다. 법의 적용을 임무로 하는 법원이 행하는 사법해석이 가장 보편적인 것이며, 대법원을 정점으로 하여 사법해석은 통일되어 있다. 사법해석은 판례라는 형태로 남으며, 법의 해석의 유력한 근거가 된다. 사법해석 이외에 입법시에 법 스스로가 해석을 내리고 있는 입법해석, 법을 집행함에 있어 행정기관이 통보 등에 의하여 해석을 하는 행정해석이 있다. 다만 입법해석은 법 자체인 것이며 행정해석은 최종적 구속력을 갖지 못한다.

### 학리 해석
학리 해석(學理解釋)은 법학자가 학문적인 입장에서 행하는 법해석. 유권 해석에 대한 것으로서 무권(無權)해석이라고도 한다. 법규범의 의미 내용을 학문 입장에서 이론적·체계적으로 모순 없이 인식하려는 것으로서, 이 점에서 실천적 목적을 첫째로 하는 유권 해석과 다르다. 학리 해석의 성과는 학설이라고 일컬어지며 법학자의 대다수가 지지하는 학설인 통설은 법해석의 유력한 근거가 된다. 학설법이 법원(法源)으로 된 시대도 있었다.

### 문리 해석
문리 해석(文理解釋)은 법령을 구성하고 있는 자구(字句)나 문장의 뜻을 문법규칙 및 사회통념(社會通念)에 따라 밝혀 확정하는 해석방법이다. 논리 해석에 대하는 개념으로 법해석의 제1단계이다. 문법적 해석에는 큰 문제가 없으나 자구의 의미를 밝힘에는 법령 제정 당시의 뜻으로 해석해야 한다는 입장과 현실의 사회적 수요(需要)에 대응하여 현재의 의미로 해석해야 한다는 입장의 대립이 있는데 후자가 통설이다. 또한 일반 원칙으로서 사회의 일반인이 이해하고 수긍할 수 있는 의미로 해석해야 하며 명문규정이 없거나 특별한 필요성이 없는 경우에는 전문적인 특수한 해석은 피해야 한다. 논리 해석과의 관계에서 볼 때, 문법규칙과 사회통념에 의한 해석일지라도 논리성을 결여해서는 안 되며 그 반대의 경우 역시 성립한다.

### 논리 해석
논리 해석(論理解釋)이란 법령의 의미 내용을 논리학의 법칙에 따라서 해석하는 방법이다. 문리 해석의 대어(對語). 형식 논리학을 사용하여서 반대·물론·확대·축소(제한)·유추·보정 해석을 하는 것. 그러나 지나치게 형식논리에 치우치게 되면 구체적 타당성을 결(缺)하게 되므로 체계적·목적론적 해석을 가미할 필요가 있다.

### 반대 해석
반대 해석(反對解釋)은 법문(法文)에서의 내용으로 보아 일정한 사항은 인정되지 아니한다고 해석하는 방법이다. 예를 든다면 '사람은 생존한 동안 권리와 의무의 주체가 된다(민 3조)'는 반대의미로 태아에게는 권리능력을 인정할 수 없다고 해석하는 경우이다. 다만 반대 해석의 당부(當否)는 법제도·법질서의 목적에 비추어서 판단되어야 할 것으로 태아(胎兒)에게도 능력이 인정되는 일도 있다.

### 물론 해석
물론 해석(勿論解釋)은 법문(法文)이 일정한 내용을 금하고 있을 때, 명확히 기재되지 않은 사항일지라도 그 성질로 보아 내용 중에 포함하고 있는 것은 물론이라고 이해될 때, 포함하는 것으로 해석하는 방법이다. 예컨대 민법 제150조에서 조건부 권리에 대해 '조건의 성취로 인하여 불이익을 받을 당사자가 신의성실의 원칙에 반(反)하여 조건의 성취를 방해한 때에는 상대방은 그 조건이 성취한 것으로 주장할 수 있다'고 정하고 있는데, 기한부 권리(期限附 權利)는 조건부 권리(條件附 權利)보다 앞서는 것이므로 전자에게는 이 규정이 물론 적용된다고 해석하는 것이다.

### 확대 해석
확대 해석(擴大解釋)은 조문의 의미를 문리적 의미 이상으로 해석하는 방법이다. 축소 해석의 대어(對語). 형법(刑法)에서는 죄형법정주의의 원칙상 확대 해석은 허용되는것과 허용되지 않는 것이 있다.

### 축소 해석
축소 해석(縮小解釋)은 법령(法令)의 자구의 의미를 문리(文理)의미보다 제한·엄격하게 해석하는 방법이다. 예컨대 민법 제45조 지명채권양도의 대항요건에서 제3자라 함은 모든 제3자(타인)를 가리키는 것이 아니라 지명 채권의 양도에 관하여 이익을 주장하는 자만을 의미한다고 보는 것이다. 확장(확대)해석에 대(對)하는 개념으로 또한 법문(法文)을 엄격히 해석함을 의미하기도 한다. 단 예외규정을 엄격히 해석하는 것은 원칙론이지 반드시 축소 해석은 아니다. 제한해석이라고 한다.

### 유추 해석
유추 해석(類推解釋)이란 당해 사항에 관하여 명문의 규정이 없는 경우에 입법 이유가 동일한 유사 사실을 정하고 있는 다른 규정을 당해 사항에 적절하게 적용시키는 해석방법이다. 그러나 이 방법은 과거 독재권력이 이를 이용하여 법의 자의적인 운용을 일삼았으므로 현재는 민사법상(民事法上)에서는 인정하나 공법(公法)관계에서는 죄형법정주의 원칙으로 인정하지 아니한다. 입법기술상의 편리로 법에서 유추적용을 명문으로 인정하는 경우를 준용(準用)이라 한다.

### 보정 해석
보정 해석(補正解釋)이란 법조문이 입법자의 의사에 반(反)하여 잘못 표현되고 있는 것이 명백한 경우에 그를 바로잡아 옳게 해석하는 방법이다. 그러나 법적 안전성(安全性)을 이유로 이를 해석의 방법으로 인정할 것인가에 대해서는 부인하는 의견도 있다. 그러므로 보정 해석은 입법자의 의사가 그릇되게 표현된 것이 명확할 때, 명백히 확정적인 학리(學理)에 반(反)할 때, 사회적 수요에 반하는 것이 명백하고 확정적일 때에만 한(限)함으로써 법적 안정성의 요구와 합치해야 한다.

## 의제
의제(擬制)란 실체를 달리하는 것을 법률적으로 동일하게 취급하고 동일한 법률 효과를 부여하는 것을 일컫는다. 사망이라는 실체가 없는데도 행방불명자는 실종 선고를 함으로써 법률상으로 진정한 사망과 같이 취급된다(민법 28조). 의제는 보통 “…으로 본다.”라는 조문의 규정 형식을 취한다.
또한 사실이나 법률관계가 불분명한 경우에도 그것을 표준 상태의 사실 또는 법률관계로 보는 추정은 반대의 사실이 증명되면 법률 효과가 인정되지 않는 점에서 의제와 다르다. “처가 혼인 중에 포태(胞胎)한 자(子)는 부(夫)의 자(子)로 추정한다(민법 844조).”라는 부(夫)의 친생자의 추정의 규정은 “혼인 중의 포태의 사실이 있으면 부(夫)의 자(子)라는 사실이 있다.”라고 하는 것으로서, 전자가 부인하면(포태(임신) 시의 부(夫, 남편)의 부재) 후자도 부인된다. 또한 의제에는 실체의 공통성에 기하는 동일한 속성을 매개로 행해지는 유추와는 달리 실체의 공통성이 없다.

## 같이 보기
- 법해석학